# Cerastium gracile
Cerastium gracile är en nejlikväxtart som beskrevs av Léon Dufour. Cerastium gracile ingår i släktet arvar, och familjen nejlikväxter. Inga underarter finns listade i Catalogue of Life.